# Escut i bandera de Pina
L'escut i la bandera de Pina són els símbols representatius de Pina, municipi del País Valencià, de la comarca de l'Alt Palància.

## Escut heràldic
L'escut oficial de Pina té el següent blasonament:
| « | Escut quadrilong de punta redona. Mig partit i truncat. Al primer quarter, en camp de gules, una torre d'or amb tres merlets, maçonada i aclarida de sable. Al segon quarter, en camp d'or, un pi de sinople amb el tronc del seu color i terrassat de sinople. Al tercer quarter, en camp de gules, un cairó filetejat d'or amb quatre pals de gules. Per timbre, corona reial oberta. | » |

## Bandera
La bandera oficial de Pina té la següent descripció:
| « | Bandera de proporcions 2:3. De roig, al centre de la meitat inferior, un cairó filetejat d'or, amb quatre pals de gules. En el cantó superior, a l'asta, una torre d'or amb tres merlets, maçonada i aclarida de sable. En el cantó superior, al batent, un pi de sinople amb tronc del seu color. | » |

## Història
L'escut fou rehabilitat per Resolució de 15 de maig de 2007, del conseller de Justícia, Interior i Administracions Públiques, publicada en el DOCV núm. 5.525, d'1 de juny de 2007.
A l'escut tradicional de Pina s'hi representa la torre ibèrica del Prospinal, vestigi emblemàtic que es conserva en ruïnes, i un pi com a senyal parlant al·lusiu al nom del poble. Les armes reials recorden els diversos moments de la història en què el poble de Pina ha pertangut a la Corona.
A l'Arxiu Històric Nacional es conserven dos segells de Pina de 1876, un de l'Alcaldia i l'altre de l'Ajuntament, on apareix un escut molt semblant, de forma quadrilonga apuntada i amb les quatre barres ocupant el tercer quarter però sense el cairó.
La bandera fou aprovada per Resolució de 4 de maig de 2010, del conseller de Solidaritat i Ciutadania, publicada en el DOCV núm. 6.266, de 13 de maig de 2010.